# Scytodes sansibarica
Scytodes sansibarica là một loài nhện trong họ Scytodidae.
Loài này thuộc chi Scytodes. Scytodes sansibarica được Embrik Strand miêu tả năm 1907.